# Луксембург на Европском првенству у атлетици у дворани 2021.
Луксембург је учествовао на 36. Европском првенству у дворани 2021 који се одржао у Торуњу, Пољска, од 4. до 7. марта. Ово је било дванаесто европско првенство у дворани од 1974. године од када је Луксембург први пут учествовао. Репрезентацију Луксембурга представљала су 3 такмичара (2 мушкарца и 1 жена) који су се такмичили у 3 дисциплине (2 мушке и 1 женска).
На овом првенству представници Луксембурга нису освојили ниједну медаљу нити су остварили неки резултат.

## Учесници
| Мушкарци: - Чарел Гретен — 1500 м - Боб Бертемес — 1500 м, Бацање кугле | Жене: - Вера Хофман — 1.500 м |  |

## Резултати

### Мушкарци
| Атлетичар    | Дисциплина   | Лични рекорд | Квалификације | Квалификације | Полуфинале   | Полуфинале | Финале                | Финале       | Детаљи                                   |
| Атлетичар    | Дисциплина   | Лични рекорд | Резултат      | Место         | Резултат     | Место      | Резултат              | Место        | Детаљи                                   |
| ------------ | ------------ | ------------ | ------------- | ------------- | ------------ | ---------- | --------------------- | ------------ | ---------------------------------------- |
| Чарел Гретен | 1.500 м      | 3:38,65 НР   | 3:41,07       | 3. у гр. 1    |              |            | Нису се квалификовали | 14 / 50 (51) | Архивирано на веб-сајту (30. април 2021) |
| Боб Бертемес | 1.500 м      | 3:43,89      | 3:58,08       | 12. у гр. 4   | 50 / 50 (51) |            | Нису се квалификовали |              | Архивирано на веб-сајту (30. април 2021) |
| Боб Бертемес | Бацање кугле | 21,03 НР     | 20,16         | 9.            | 9 / 13       |            | Нису се квалификовали |              |                                          |

### Жене
| Атлетичарка | Дисциплина | Лични рекорд | Квалификације | Квалификације | Полуфинале | Полуфинале | Финале                | Финале  | Детаљи |
| Атлетичарка | Дисциплина | Лични рекорд | Резултат      | Место         | Резултат   | Место      | Резултат              | Место   | Детаљи |
| ----------- | ---------- | ------------ | ------------- | ------------- | ---------- | ---------- | --------------------- | ------- | ------ |
| Вера Хофман | 1.500 м    | 4:14,86 НР   | 4:20,50       | 7. у гр. 3    |            |            | Није се квалификовала | 22 / 22 |        |